# Shahrestān di Kazerun
Lo shahrestān di Kazerun (farsi شهرستان کازرون) è uno dei 29 shahrestān della provincia di Fars, in Iran. Il capoluogo è Kazerun. Lo shahrestān è suddiviso in 5 circoscrizioni (bakhsh): 
- Centrale (بخش مرکزی)
- Jarreh e Bala Deh (بخش جره و بالاده), con capoluogo Bala Deh.
- Khesht e Kamaraj (بخش خشت و کمارج), con le città di Khesht e Konar Takhteh.
- Kuhmareh (بخش کوهمره), con capoluogo Nowadan.
- Chanar Shahijan (بخش چنار شاهیجان), con capoluogo Qa'emiyeh.